# Vergies
Vergies település Franciaországban, Somme megyében. Lakosainak száma 178 fő (2022. január 1.). Vergies Wiry-au-Mont, Allery, Épaumesnil, Fontaine-le-Sec, Frettecuisse és Heucourt-Croquoison községekkel határos.

## Népesség
A település népessége az elmúlt években az alábbi módon változott:
| Lakosok száma | 173  | 160  | 161  | 163  | 168  | 173  | 175  | 173  | 178  |
|               | 2013 | 2015 | 2016 | 2017 | 2018 | 2019 | 2020 | 2021 | 2022 |